# Virikkosaari
Virikkosaari är en ö i Finland. Den ligger i sjön Pöyliöjärvi och i kommunen Rovaniemi i den ekonomiska regionen  Rovaniemi ekonomiska region  och landskapet Lappland, i den norra delen av landet, 700 km norr om huvudstaden Helsingfors. Öns area är 0,2 hektar och dess största längd är 70 meter i nord-sydlig riktning.